# Edmund d'Anglaterra
Conegut com Edmund Crouchback (Londres, 16 de gener, 1245 - Baiona (França), 5 de juny, 1296), comte de Lancaster, Leicester i Derby va ser membre de la Casa de Plantagenet. Va ser el segon fill supervivent del rei Enric III d'Anglaterra i Elionor de Provença. En la seva infantesa va tenir una reclamació sobre el Regne de Sicília; tanmateix, mai hi va governar. Li van concedir totes les terres de Simon de Montfort l'any 1265, i des de 1267 va rebre el títol de comte de Leicester. En aquell any també va començar a governar Lancashire, però no va prendre el títol de comte de Lancaster fins al 1276.
Entre 1276 i 1284 va governar els comtats de Champagne i Brie amb la seva segona esposa Blanca d'Artois,la qual els habia aportat com a dot, en nom del seu fill Joan, i va ser descrit als rotlles de patents anglesos com a comte de Lancaster i Champagne. El seu sobrenom, "Crouchback", pot ser una corrupció de "crossback" i es refereix a la seva participació en la Novena Croada.
Va servir lleialment al seu germà Eduard I, distingint-se a les guerres amb França i Escòcia. Encarregat de l'ambaixada de la de França (1294), va negociar amb Felip el Bell, i al principi de la guerra de la Guyena va obtenir el càrrec de lloctinent de la Gascunya, i es va proposar de marxar sobre Bordeus, empresa que li va impedir de realitzar Robert III d'Artois, davant de qui va haver de retrocedir.

## Família
Edmund es va casar el 8 d'abril de 1269 amb Aveline de Forz, filla de Guillem de Forz, quart comte d'Albemarle i Isabel de Fortibus, comtessa de Devon. Va morir només quatre anys després del matrimoni, als 15 anys, i va ser enterrada a l'abadia de Westminster. La parella no va tenir fills, tot i que algunes fonts creuen que podria haver mort en el part o poc després d'un avortament involuntari.
Es va casar en segon lloc el 3 de febrer de 1276 amb Blanca d'Artois, a París, vídua del rei Enric I de Navarra, i filla de Robert I d'Artois i de Matilde de Brabant. Amb Blanca va tenir tres fills:
- Thomas, 2n comte de Lancaster (nascut cap al 1278, executat el 22 de març de 1322)
- Henry, 3r comte de Lancaster (nascut cap al 1281, mort el 22 de setembre de 1345)
- Joan de Lancaster (nascut abans de maig de 1286, mort a França poc abans del 13 de juny de 1317),[4] senyor de Beaufort (actual Montmorency, Aube, voltants d'Arcis-sur-Aube, cantó de Chavanges) i Nogent-l'Artaud (Aisne, voltants de Château-Thierry, cantó de Charly), França. Abans de juliol de 1312, es va casar amb Alix de Joinville, vídua de Jean d'Arcis, senyor d'Arcis-sur-Aube i Chacenay (mort el 1307 o abans), i filla de Jean de Joinville, senyor de Joinville (Haute-Marne, arrond). Vassy, cap.-I. cantó), Senescal de Champagne, per la seva segona esposa, Alix, filla i hereva de Gautier, senyor de Reynel.